# Moodsville 9
Moodsville 9 The Tommy Flanagan Trio – album muzyczny jazzowego pianisty amerykańskiego Tommy’ego Flanagana wydany w cyklu Moodsville.
Na początku lat 60. wytwórnia Prestige wydała serię albumów jazzowych, na których znani muzycy grali jazzowe ballady. Nagrania dokonane przez trio Tommy Flanagana wydano na dziewiątej z kolei płycie. Zarejestrował je 18 maja 1960 Rudy Van Gelder w swoim studiu, w Englewood Cliffs, New Jersey. LP został wydany w 1960 (pod firmą Prestige Moodsville).

## Muzycy
- Tommy Flanagan – fortepian
- Tommy Potter – kontrabas (1-3,5-7)
- Roy Haynes – perkusja (1-3,5-7)

## Lista utworów
| 1. | "In The Blue Of The Evening" (Alfonso D'Artega, Tom Adair)                    | 3:44  |
|    |                                                                               |       |
| 2. | "You Go To My Head" (muz. J. Fred Coots - sł. Heaven Gillespie)               | 4:30  |
|    |                                                                               |       |
| 3. | "Velvet Moon" (muz. Josef Myrow - sł. Eddie DeLange)                          | 5:22  |
|    |                                                                               |       |
| 4. | "Come Sunday" Solo Piano (Duke Ellington)                                     | 3:38  |
|    |                                                                               |       |
| 5. | "Born To Be Blue" (Robert Wells, Mel Tormé)                                   | 4:24  |
|    |                                                                               |       |
| 6. | "Jes' Fine" (Tommy Flanagan)                                                  | 5:34  |
|    |                                                                               |       |
| 7. | "In A Sentimental Mood' (muz. Duke Ellington - sł. Irving Mills, Manny Kurtz) | 6:40  |
|    |                                                                               |       |
|    |                                                                               | 33:52 |
|    |                                                                               |       |